# Le Palamède
Pour les articles homonymes, voir Palamède.
Le Palamède est un magazine mensuel d'échecs parisien qui parut entre 1836 et 1847.

## Présentation
Le magazine doit son nom au héros de la mythologie grecque Palamède, inventeur légendaire du jeu d'échecs.
En 1836, des passionnés du Café de la Régence, place du Théâtre-Français (actuellement place André-Malraux) à Paris, réunis autour de Charles de La Bourdonnais, décident de créer un magazine où vont être retranscrites, sur le papier, les beautés qu'ils voient sur l'échiquier. Le Français, reconnu comme le meilleur joueur du monde depuis sa victoire contre le Londonien Alexander McDonnell en 1834, a l'intuition du formidable essor que va connaître le jeu. En effet, une quinzaine d'années plus tard, le premier tournoi international a lieu à Londres, puis c'est la généralisation du contrôle du temps de réflexion avec les premières pendules d'échecs, enfin, en 1886, a lieu le premier championnat du monde entre Wilhelm Steinitz et Johannes Zukertort.
La mort prématurée de La Bourdonnais, en 1840, interrompt durant deux ans la parution du Palamède, avant qu'il soit relancé par Pierre Saint-Amant, son successeur dans la suprématie au Café de la Régence. Le magazine vivra encore cinq ans, approchant les 300 abonnés, avant de s'éteindre en 1847.